# Münster (Eußenheim)
Münster ist ein Gemeindeteil der Gemeinde Eußenheim und eine Gemarkung im unterfränkischen Landkreis Main-Spessart (Bayern).

## Geographie
Das Kirchdorf Münster liegt am Aschbach auf 195 m ü. NHN an der Kreisstraße MSP 1 zwischen Bühler und Aschfeld. Nördlich davon liegt der Truppenübungsplatz Hammelburg und am Rande des Ortes die als Naturdenkmal ausgewiesene Gipskarstquelle Kühles Loch.
Die Gemarkung Münster hat eine Fläche von 495,21 Hektar liegt vollständig auf dem Gebiet der Gemeinde Eußenheim. Der einzige Gemeindeteil auf der Gemarkung ist Münster.

## Geschichte
Die Gemeinde Münster hatte bis 1978 Bestand. Am 1. Mai 1978 wurde sie im Zuge der Gebietsreform in Bayern nach Eußenheim eingemeindet. Im Jahr 1964 betrug ihre Fläche 530,05 Hektar. Außer dem Kirchdorf Münster gab es keine weiteren Gemeindeteile.
Einwohnerentwicklung
- 1840: 144[7]
- 1871: 170[7]
- 1900: 138[7]
- 1925: 188[7]
- 1939: 148[7]
- 1950: 222[7]
- 1961: 215[6]
- 1970: 184[8]
- 1987: 213[9]
- 2020: 231[10]